# Сербохорватська Вікіпедія
Сербохорва́тська Вікіпе́дія (сербохорв. Srpskohrvatska Wikipedija, Хорватосе́рбська Вікіпедія, сербохорв. Hrvatskosrpska Wikipedija) — розділ Вікіпедії сербохорватською мовою.
Сербохорватська Вікіпедія станом на 28 березня 2025 року містить 460 530 статей, 239 892 зареєстрованих користувачів, 493 активних дописувачів, 8 адміністраторів
. Загальна кількість сторінок в сербохорватській Вікіпедії — 4 624 912, редагувань — 42 429 243, завантажених файлів — 9968
. Глибина (рівень розвитку мовного розділу) сербохорватської Вікіпедії дуже велика і становить аж 750.1 пунктів
. 
За кількістю статей перебуває на 32-му місці серед усіх мовних розділів та на 6-му серед слов'яномовних розділів Вікіпедії (між чеською та болгарською Вікіпедіями).

## Особливості
На відміну від сербської Вікіпедії, цей розділ не містить систем перетворення тексту — текст видно в тому алфавіті, у якому його було уведено. Автори самі обирають, писати статтю кирилицею або латиницею, а в останньому випадку дотримуватись сербської або хорватської орфографії.
Подібна «двомовність» помітна й на головній сторінці, і в оформленні національного вебінтерфейсу (написи на кирилиці та латиниці дублюють один одного), і навіть у датах (назви місяців одночасно наведені в двох версіях: слов'янські (хорватські) латиницею, і латинські (сербські) кирилицею).
Активність в розділі непропорційно мала кількості учасників, і значна частина зводиться до узгоджень різних варіантів орфографії в назвах статей (створення перенаправлень тощо).

## Історія
Сербохорватська Вікіпедія була заснована майже одночасно з сербською, хорватською та боснійською. Доцільність створення цього розділу з самого початку ставилася під сумнів, однак на той момент розділ було вирішено розвивати.
Тим не менш, розділ сильно відстав у своєму розвитку від трьох більш «специфічних», що відображають більш вузьку норму мови і, можливо, орієнтованих національно. Сербохорватський розділ був закритий на короткий час на початку 2005 року як неактивний. Після другого відкриття активність дещо зросла.
Поріг 1000 статей було пройдено 7 жовтня 2005 року. 5000-на стаття написана 22 липня 2006 року. 10 квітня 2007 року в сербськохорватській Вікіпедії було 10000 статей. 27 липня 2014 року число статей перевищило 200 000, коли бот створив понад 5 000 нових статей у 4-годинний період.
У березні 2015 року завдяки ботозаливці кількість статей зросла до 390 000.